# Cossiga (virus máy tính)
Cossiga là virus máy tính được phát hiện vào tháng 2 năm 1992. Nó có nguồn gốc từ Ý. Virus là dạng không cư trú, nhiễm trực tiếp vào chương trình .EXE.
Đoạn mã chứa virus:
```
"COSSIGA ?!  NO GRAZIE!  
By Amissi dee Panoce (c) 1991 PADOVA"

```

Biến thể phổ biến là virus Cossiga-B: Các mô tả giống như virus Cossiga, nhưng nó thêm 895 đến 899 byte vào tập tin.EXE bị nhiễm. Nó có thể nằm ở cuối tập tin. Đoạn mã được mã hóa nằm trong Cossiga-B như sau:
```
"COSSIGA ?!  NO GRAZIE!"  
"By Amissi dee Panoce (c) 1991 PADOVA"  
"AEGE/B V1.2"  
"*.* *.exe"

```